# Spoorlijn Skara - Hönsäters
De spoorlijn Skara - Hönsäters is een Zweedse spoorlijn van de voormalige spoorwegmaatschappij Skara - Kinnekulle - Vänerns Järnväg (SKWJ) gelegen in de provincie Västra Götalands län.

## Geschiedenis
In de regio rond Kinnekulle werd rond 1880 begonnen met discussies over verbindingen die leiden naar drie concrete voorstellen.
- Skara - Kinnekulle - Vänerns Järnväg (SKWJ) 1885
- Mariestad - Kinnekulle Järnvägsaktiebolag (MKJ) 1889
- Kinnekulle - Lidköpings Järnvägar (KiLJ) 1897

De SKWJ presenteerden tijdens een bijeenkomst in december 1885 de plannen voor het traject tussen Skara en Hönsäters gelegen aan de oever van het Vänermeer.
Tijdens een volgende vergadering op 28 januari 1886 werd de Skara - Kinnekulle - Vänerns Järnvägsaktiebolag (SKWJ) door docent G.V. Hofling opgericht. TNJ werd op 1 januari 1924 door de staat overgenomen en onder beheer van Statens Järnvägar (SJ) geplaatst.

### Eerste traject voorstel
Het eerste voorstel was een traject tussen Skara via - Lundsbrunn - Husaby - westen van Husaby kerk - de oostelijke helling van Kinnekulle - Gössäter - Hönsäters haven aan het Vänermeer.

### Tweede traject voorstel
Het tweede voorstel was een traject tussen Skara via Lundsbrunn - Götene - oosten van Kestads Kerk (Malma) - Gössäter - Hönsäters haven aan het Vänermeer.
Het tweede traject voorstel had de instemming van de landbouwer en regisseur Carl Johansson in Götene.
De concessie werd op 11 juni 1886 verleend.
Op 14 december 1887 werd het traject geopend door gouverneur Sjöcrona.
Met Lidköping - Skara - Stenstorps Järnvägar (LSSJ) werd een akkoord getekend over het al dan niet gebruikmaken van hun station in Skara.
Er was vanaf het begin personenvervoer en goederenvervoer over het traject tussen Skara en Gössäter terwijl het traject tussen Gössäter en de haven van Hönsäters alleen gebruikt werd voor goederenvervoer. Alleen tijdens speciale manifestaties werder personen naar de haven van Hönsäters.
De haven van Hönsäters was alleen bereikbaar door gebruik te maken van het traject van de Kinnekulle - Lidköpings Järnvägar (KiLJ).
In de periode tussen 20 december 1897 tot en met 17 december 1898 moesten tussen Gössäter en Falkängen met een afstand van 2 kilometer lopen.

### Geschiedenis Västergötland - Göteborgs Järnvägar
Het traject van de Västergötland - Göteborgs Järnvägar liep tussen Göteborg Västgöta - Skara- Gårdsjö / Gullspång. 

## Aansluitingen
In de volgende plaatsen was of is er een aansluiting van de volgende spoorwegmaatschappijen:

#### Gossåter
- Västergötland - Göteborgs Järnvägar (VGJ) spoorlijn tussen Göteborg en Vara en Skara en Mariestad naar Gullspång/Gårdsjö
- Mariestad - Kinnekulle Järnväg (MKJ) spoorlijn tussen Mariestad en Gossåter
- Skara - Kinnekulle - Vänerns Järnväg (SKWJ) spoorlijn tussen Skara en Hönsäters

#### Lundsbrunn
- Västergötland - Göteborgs Järnvägar (VGJ) spoorlijn tussen Göteborg en Vara - Skara naar Gullspång/Gårdsjö
- Skara - Kinnekulle - Vänerns Järnväg (SKWJ) spoorlijn tussen Skara en Hönsäters
- Skara - Lundsbrunns Järnvägar museumspoorlijn tussen Skara en Lundsbrunns

#### Skara
- Västergötland - Göteborgs Järnvägar (VGJ) spoorlijn tussen Göteborg over Vara en Skara naar Gullspång/Gårdsjö
- Skara - Timmersdala Järnväg (STJ) spoorlijn tussen Skara en Timmersdala
- Skövde - Axvalls Järnväg (SAJ) spoorlijn tussen Skövde en Axvall aansluitend op de spoorlijn van de (LSSJ) naar Skara
- Lidköping - Skara - Stenstorps Järnväg (LSSJ) spoorlijn tussen Lidköping en Skara naar Stenstorp
- Skara - Kinnekulle - Vänerns Järnväg (SKWJ) spoorlijn tussen Skara en Hönsäters
- Skara - Lundsbrunns Järnvägar museumspoorlijn tussen Skara en Lundsbrunns

## Overname
De TNJ werd op 1 januari 1924 door de staat overgenomen en de bedrijfsvoering over gedragen aan de Västergötland - Göteborgs Järnvägar (VGJ) met hoofdkantoor in Skara.
De TNJ werd in 1925 door de VGJ overgenomen en werd op 1 januari 1927 als Trollhättan - Nossebro Nya Järnvägs aktiebolag een dochteronderneming van VGJ

## Genationaliseerd
In mei 1939 nam het parlement een besluit aan om het Zweedse spoorwegnet op een economische wijze te exploiteren. Het nationalisatie kabinet benoemde de Koninklijke Järnvägsstyrelsens raad die door vrijwillige onderhandelingen met de individuele spoorwegmaatschappijen over de aankoop van het spoorwegbedrijf zou voeren.
In de Jaarlijkse Algemene Vergadering op 16 februari 1948 werd de ontwerpovereenkomst voor de verkoop van de VGJ, LSSJ, MMJ, TNJ en STJ aan de staat behandeld.
De VGJ, LSSJ, MMJ, TNJ en STJ werd op 1 juli 1948 door de staat genationaliseerd en de bedrijfsvoering over gedragen aan de SJ en behield zijn hoofdkantoor in Skara.